# Felice Giordano
Felice Giordano (Torí, 6 de gener de 1825 - Vallombrosa, 16 de juliol de 1892) va ser un enginyer, geòleg i muntanyenc italià.

## Biografia
El 1847 es va graduar en enginyeria hidràulica i arquitectura i després, com a oficial del Real Cos de Mines (Regi Corpo delle Miniere), va ser enviat al costat de Quintino Sella a l'Escola Superior de Mines de París on va especialitzar els seus estudis adquirint més coneixements en geomineria, metal·lúrgia i les seves possibles aplicacions industrials.
Durant el II Congrés Internacional de Geologia a Bolonya el 1881, en el qual es va reunir la major part dels especialistes en disciplines geològiques, va sorgir la idea de crear la Societat Geològica Italiana. Entre els promotors es trobaven Giovanni Capellini (primer president), Giuseppe Meneghini, Quintino Sella, Dante Pantanelli, Torquato Taramelli i Giordano, entre d'altres.
Va formar part del Comitè Geològic Real del Ministeri d'Agricultura, Indústria i Comerç, al costat d'Igino Cocchi i Giuseppe Meneghini, la tasca del qual era realitzar el mapa geològic del Regne d'Itàlia.
Entre les seves obres d'enginyeria hidràulica cal citar la presa de Corongiu, al territori del Sinaí, per al subministrament d'aigua de la ciutat de Càller, creant així el primer llac artificial d'Itàlia. La presa, primera del seu tipus a Sardenya, va ser inaugurada el 1867.
Va ser el primer a efectuar l'ascensió del Mont Blanc des del vessant italià, per la part més abrupta, el 6 d'agost de 1864; el primer ascens l'havien realitzat Jacques Balmat i Michel-Gabriel Paccard el 1786 des de Chamonix, en el costat francès.

## Honors

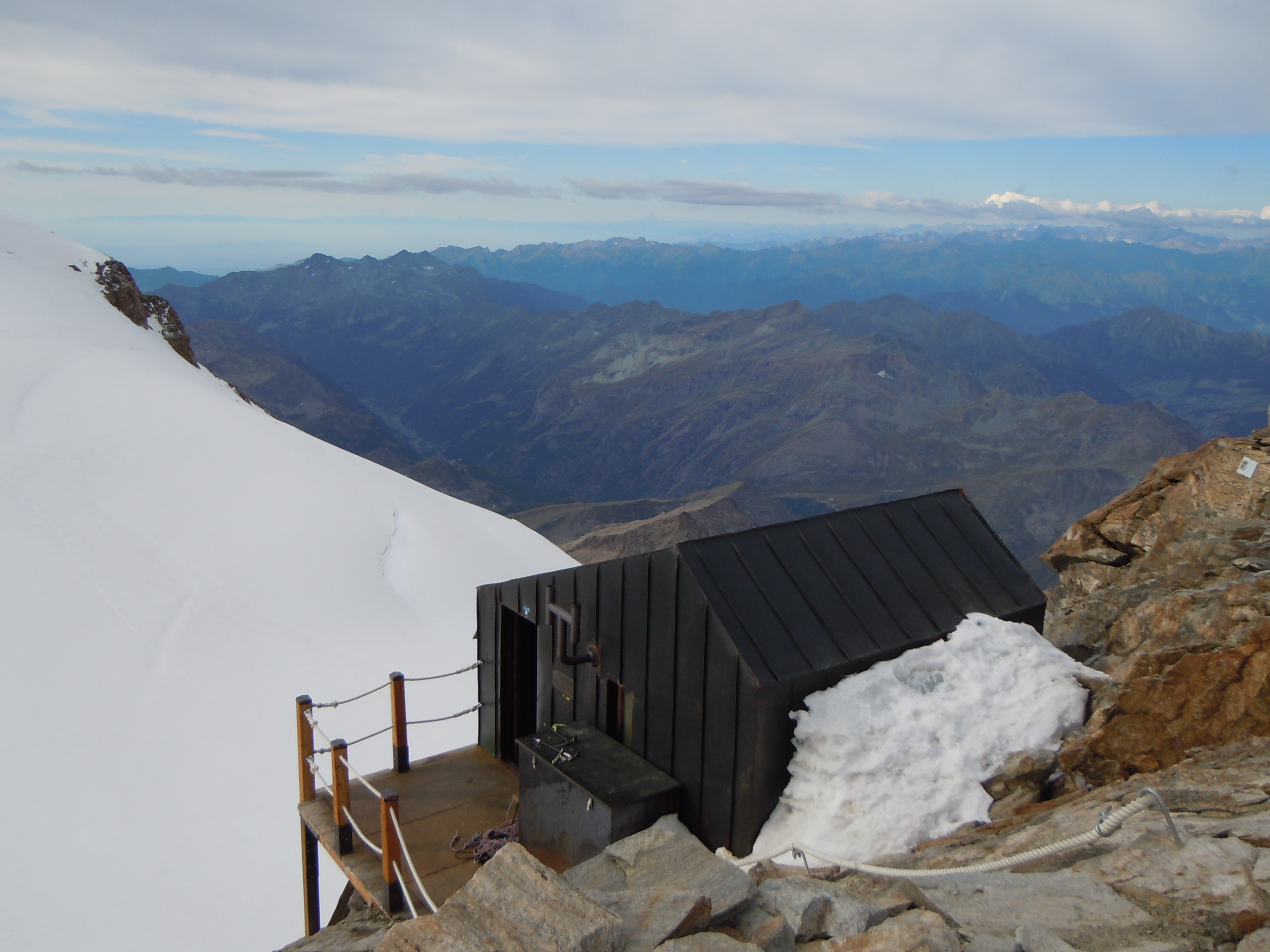
El vivac Giordano, al peu del Crist delle Vette, en el Mont Rosa

Va ser guardonat amb diversos honors, inclòs el de Gran Oficial de l'Orde de la Corona d'Itàlia i Caballer de l'Orde dels Sants Maurici i Llatzer i, a França, Oficial de la Legió d'Honor i Oficial d'Instrucció Pública.
En el cim Balmenhorn (4167 m) del Mont Rosa, en la part oriental dels Alps peninos, es troba el vivac «Felice Giordano», dedicat a ell.

## Publicacions

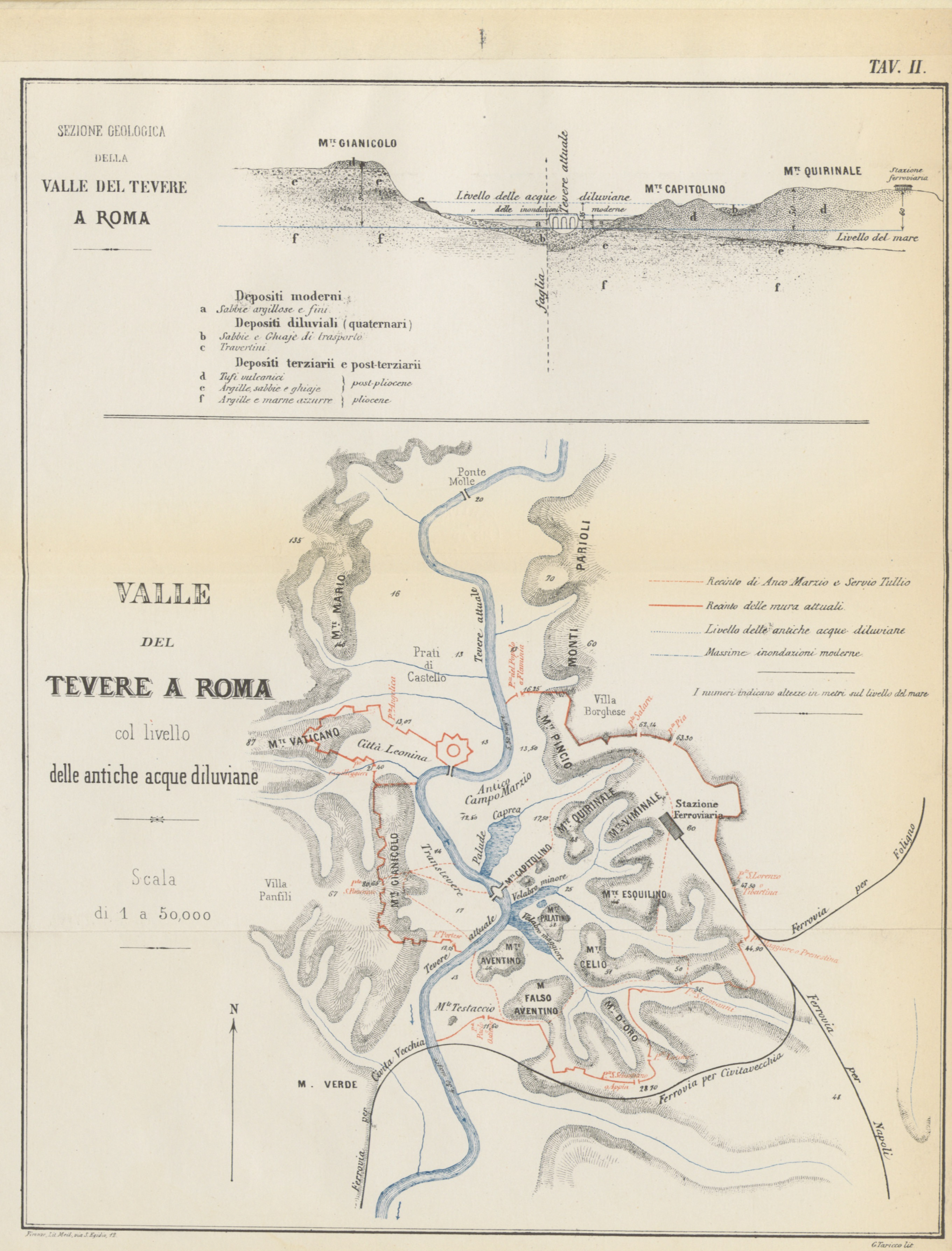
Mapa incorporat en Cenni sulle condizioni fisico-economiche di Roma i suo territori

Va ser autor de nombroses publicacions relacionades amb la hidràulica, la geologia i el muntanyisme; entre els seus principals treballs es troben el que va fer el 1864, com a membre d'una comissió creada per a l'estudi de la indústria del ferro a Itàlia; un estudi sobre les condicions físiques i econòmiques de Roma i el seu territori el 1871; l'examen geològic del San Gotardo; estudis sobre les indústries del sofre i el marbre; un informe sobre geologia en l'Exposició Universal de París (1878); i escrits sobre les seves ascensions al Cerví i al Mont Blanc
Algunes de les seves publicacions:
- Indústria del ferro in Itàlia relazione dell' ingegnere Felice Giordano per la Commissione delle ferriere instituita, dal Ministero di marina (Indústria del ferro a Itàlia. Informe de l'enginyer Felice Giordano per a la comissió de les fundicions establertes pel Ministeri de Marina). Torino, Tipografia Cotta i Capellino, 1864. OCLC 680517862
- Ascensione del Monbianco: partendo dal versante italià ed escursione nelle Alpi pennine (Ascensió del Mont Blanc: partint del costat italià i excursió als Alps peninos). Milà: Tip. Bernardoni, 1864. OCLC 864029292
- Escursioni 1866-1868 i ascensione al Gran Cervino nel settembre 1868 (Excursions 1866-1868 i ascens al gran Cerví al setembre de 1868). Torí 1869. OCLC 604288365
- Cenni sulle condizioni fisico-economiche di Roma i suo territori (Notes sobre les condicions físico-econòmiques de Roma i el seu territori). Florència: G. Civelli, 1871. OCLC 237228141
- Esame geologico della Catena Alpina del San Gottardo, che deve essere attraversata dalla gran galleria della ferrovia Italo-Elvetica (Examen geològic del massís de Sant Gotardo, que ha de ser travessat pel gran túnel del ferrocarril ítalo helvètic). Florència: 1873. OCLC 868477254
- Condizioni topografiche i fisiche dia Roma i campagna romana: cenni dell'Ing. F. Giordano (Condicions topogràfiques i físiques de Roma i el camp romà: notes del Ing. F. Giordano). Roma: Tip. Elzeviriana, 1878. OCLC 876563231
- Esposizione universale del 1878 in Parigi: relazione dei giurati italiani. Classi XVI i XLIII, Geologia (Exposició universal de 1878 a París: informe dels jurats italians. Classes XVI i XLIII, Geologia). Roma: Tip. I. Botta, 1879. OCLC 31843634